# ヴィッキー・ルイス
ヴィッキー・ルイス（Vicki Lewis, 1960年3月17日 - ）は、アメリカ合衆国オハイオ州生まれの女優・声優である。

## 来歴
女優として知られるルイスは、1960年にオハイオ州のシンシナティに生まれる。1978年、地元のアンダーソン高校を卒業。その後演劇への道へ進み、女優としてキャリアを積んでいく。コメディエンヌとして、テレビドラマ『となりのサインフェルド』や『マーフィー・ブラウン』などの人気シリーズへ出演。映画においてもネイサン・レインらと共演した『マウス・ハント』や、プライベートにおいても関係の深いニック・ノルティとの共演作品『ブレックファースト・オブ・チャンピオンズ』などがある。声優としてテレビアニメや、大ヒットアニメーション映画『ファインディング・ニモ』にも出演した。

## 出演作品

### 映画
- ハリウッド・トラブル I'll Do Anything （1994年）
- マウス・ハント Mouse Hunt （1997年）
- GODZILLA Godzilla （1998年） - エルシー・チャップマン 役[1]
- ブレックファースト・オブ・チャンピオンズ Breakfast of Champions （1999年）
- 狂っちゃいないぜ Pushing Tin （1999年）
- Out of Omaha （2007年）

### 劇場版アニメ
- ファインディング・ニモ Finding Nemo （2003）
- アルファ・アンド・オメガ Alpha and Omega （2010）
- ファインディング・ドリー Finding Dory (2016)

### OVA
- Wonder Woman （2009年）

### テレビドラマ
- TVキャスター マーフィー・ブラウン Murphy Brown （1993年）
- となりのサインフェルド Seinfeld （1994年）
- グレイズ・アナトミー 恋の解剖学 Grey's Anatomy （2005年）
- BONES BONES （2008年）

### テレビアニメ
- ラグラッツ Rugrats （1997年 - 2002年）
- ヘラクレス Hercules （1998年）
- ミッション・ヒル Mission Hill （1999年 - 2002年）
- キング・オブ・ザ・ヒル King of the Hill （2000年）
- ベン10 エイリアンフォース Ben 10: Alien Force （2008年）